# Ljungby Maskin
Ljungby Maskin AB är ett svenskt verkstadsindustriföretag med tillverkning inom anläggningsmaskiner med säte i Ljungby i Småland. Företaget grundades 1983 av Rune Andersson efter hans tidigare företag Ljungbytruck såldes till Kalmar Verkstad (nuvarande Kalmar Industries) 1975.

## Dotterbolag
- Ljungby Service
- Ljungby Maskin Nederland BV